# 七飯インターチェンジ
七飯インターチェンジ（ななえインターチェンジ）は、北海道亀田郡七飯町で事業中の北海道縦貫自動車道のインターチェンジ。名称は仮称である。
大沼公園IC - 当IC間は国土交通省北海道開発局の管轄（無料区間）となる。建設区間10.0 kmのうち、約7.1 kmがトンネル（オオヌマトンネル）となる。
2015年8月2日に着工式が行われた。

## 歴史
- 2006年（平成18年）2月7日：七飯IC - 大沼公園ICが新直轄方式にて整備されることが決定[3]。
- 2015年（平成27年）8月2日 : 七飯IC - 大沼公園IC間着工
- 2030年代後半[4] : 七飯IC - 大沼公園IC間開通予定

## 周辺
- ニヤマ高原スキー場
- 仁山駅 - 北海道旅客鉄道（JR北海道）函館本線
- 新函館北斗駅 - 北海道旅客鉄道（JR北海道）函館本線/北海道新幹線
- 峠下流通関連団地[5]
- 北海道昆布館
- 道の駅なないろ・ななえ

## 接続する道路
- 直接接続
  - 北海道道96号上磯峠下線

- 間接接続
  - 国道5号
    - 函館新道

## 計画
高規格幹線道路として七飯IC - 七飯藤城IC（函館新道）を接続する計画があり、2007年（平成19年）に国土交通省道路局によって作成された「道路の中期計画（素案）」にも盛り込まれている。

## 隣
E5 北海道縦貫自動車道
七飯IC（仮称）（事業中） - （事業中）- (6) 大沼公園IC